# 24: عش يوما آخر
24: عش يومًا آخر (بالإنجليزية: 24: Live Another Day)‏ الموسم التاسع من مسلسل 24 عرض على شبكة فوكس في الفترة من 5 مايو إلى 14 يوليو 2014. بث العرض الأول في 6 مايو في المملكة المتحدة وأيرلندا. بدأ البث في أستراليا على Network Ten في 12 مايو 2014.

## وصلات خارجية
- 24: عش يوم آخر على موقع IMDb (الإنجليزية)
- 24: عش يوم آخر على موقع ميتاكريتيك (الإنجليزية)
- 24: عش يوم آخر على موقع روتن توميتوز (الإنجليزية)
- 24: عش يوم آخر على موقع أول موفي (الإنجليزية)
- 24: عش يوم آخر على موقع فيلمافينيتي (الإسبانية)
- 24: عش يوم آخر على موقع ليتربوكسد (الإنجليزية)
- 24: عش يوم آخر على موقع كينوبويسك (الروسية)